# Bolitoglossa equatoriana
Espèce
Statut de conservation UICN

 LC  : Préoccupation mineure
Bolitoglossa equatoriana est une espèce d'urodèles de la famille des Plethodontidae.

## Répartition
Cette espèce se rencontre dans le bassin de l'Amazone en Équateur et dans le sud de la Colombie. Elle est présente jusqu'à 500 m d'altitude.

## Description
Les mâles mesurent de 40,2 à 42,8 mm sans la queue et les femelles de 36,5 à 57,9 mm.

## Étymologie
Cette espèce est nommée en référence au lieu de sa découverte, l'Équateur.

## Publication originale
- Brame & Wake, 1972 : New species of salamanders (genus Bolitoglossa) from Colombia, Ecuador, and Panama. Contributions in Science. Natural History Museum of Los Angeles County, no 219, p. 1-34 (texte intégral).